# 지미 셰리지에

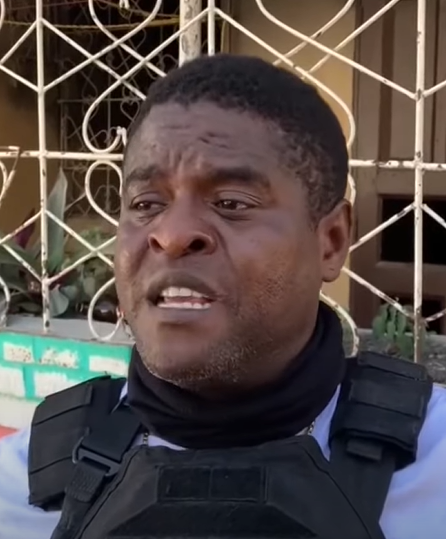
지미 셰리지에

지미 셰리지에(Jimmy Chérizier, 1976년 혹은 1977년 ~ )는 아이티 조폭 지도자이자 전직 경찰로 포르토프랭스를 근거로 한 폭력 조직 G9의 지도자다. 아이티에서 가장 강력한 조폭 지도자들 중 하나로 꼽힌다. 포르토프랭스에서 벌어진 수많은 대규모 학살들의 책임자다. 2024년 3월 자신이 거느리는 조직원들이 아리엘 앙리 총리와 전투를 치르고 아이티에서 권력을 잡을 것을 선포했다.

## 어린 시절과 경찰관 이력
아이티 서부주 델마스에서 태어나 형제자매가 7명 있고 부친은 그가 5살이었을 때 죽었다.
셰리지에는 조폭이 되기 전에 아이티 국가경찰에 있는 특수 부대인 질서유지부대(Unité Départementale pour le Maintien de l'Ordre) 소속이었다. 셰리지에는 델마스에서 수많은 대규모 학살을 자행하며 조폭 지도자가 됐다.
경찰관이었을 때 셰리지에는 2018년 라 살린 학살을 자행한 혐의가 있었는데 이때 최소 71명이 죽고 가옥 400채 이상이 불에 탔다. 그는 최소 9명이 죽은 2017년 그랑드 라빈 학살과 2019년 벨-에어 학살에 관여한 혐의를 받고 있다. 2018년 12월 셰리지에는 아이티 경찰에서 해고됐다.

## G9 지도자
지미 셰리지에는 폭력조직 9곳을 합쳐 만들어진 G9의 지도자가 됐다.

## 제재
2020년 12월 10일, 미국 재무부는 아이티인 학살들에 경찰 장비, 무기, 차량을 지급했다고 알려진 셰리지에 및 아이티 정부 고위공직자 2명에 대해제재를 가했다. 2022년 10월 21일, 유엔 안보리는 만장일치로 5년 만에 처음으로 아이티와 관련한 제재를 가했는데, 그 내용은 셰리지 등에에 대한 1년 간 여행 금지, 자산동결, 무기 엠바고 등이었다.

## 별명
셰리지에는 그의 별명이 바비큐라는 것에 대해 사람들을 불을 질러 죽였기 때문이 아니라 그의 모친이 닭고기 노점상을 했었기 때문이라고 했다.